# Godišnji odmor
Godišnji odmor u najširem smislu označava razdoblje godine u kojem neka osoba privremeno prestaje sa svojim redovnim poslovnim aktivnostima (radom), najčešće u svrhu odmora i rekreacije. Godišnji odmor se razlikuje i od vikenda i od blagdana (neradnih dana), s obzirom na to da je u pravilu vezan uz pojedinca ili određenu grupu (radnici neke tvrtke i sl.), a ne cijelo društvo.
Koncept godišnjeg odmora u modernom smislu potječe iz 20. stoljeća kada su industrijalizacija i urbanizacija omogućili stvaranje moderne srednje i radničke klase koja si je mogla priuštiti godišnji odmor, dotada isključivo dostupan najimućnijim dijelovima društva. On se obično koristi za izlete i turistička putovanja, a u Europi se uvriježio običaj da se na godišnji odmor odlazi u srpnju i kolovozu koji su najtopliji mjeseci godine, te kada je u većini zemalja ljetni školski praznici za djecu, što omogućuje korisnicima godišnjeg odmora da ih provode sa svojim obiteljima.
Radna zakonodavstva većine modernih država poslodavcima nameću obavezu da svojim redovnim zaposlenicima daju određeni broj dana u godini za godišnji odmor. Opseg tih prava i način korištenja, pak, varira u odnosu na određene države, tvrtke i pojedince. 